# STS-75
STS-75 (englisch Space Transportation System) ist eine Missionsbezeichnung für das US-amerikanische Space Shuttle Columbia (OV-102) der NASA. Der Start erfolgte am 22. Februar 1996. Es war die 75. Space-Shuttle-Mission und der 19. Flug der Raumfähre Columbia.

## Mannschaft
- Andrew Allen (3. Raumflug), Kommandant
- Scott Horowitz (1. Raumflug), Pilot
- Franklin Chang-Diaz (5. Raumflug), Missionsspezialist
- Maurizio Cheli (1. Raumflug), Missionsspezialist ( ESA/ Italien)
- Jeffrey Hoffman (5. Raumflug), Missionsspezialist
- Claude Nicollier (3. Raumflug), Missionsspezialist ( ESA/ Schweiz)
- Umberto Guidoni (1. Raumflug), Nutzlastspezialist (ASI/ Italien)

Allen, Chang-Diaz, Hoffman und Nicollier waren bereits bei STS-46 gemeinsam geflogen.

## Missionsbeschreibung

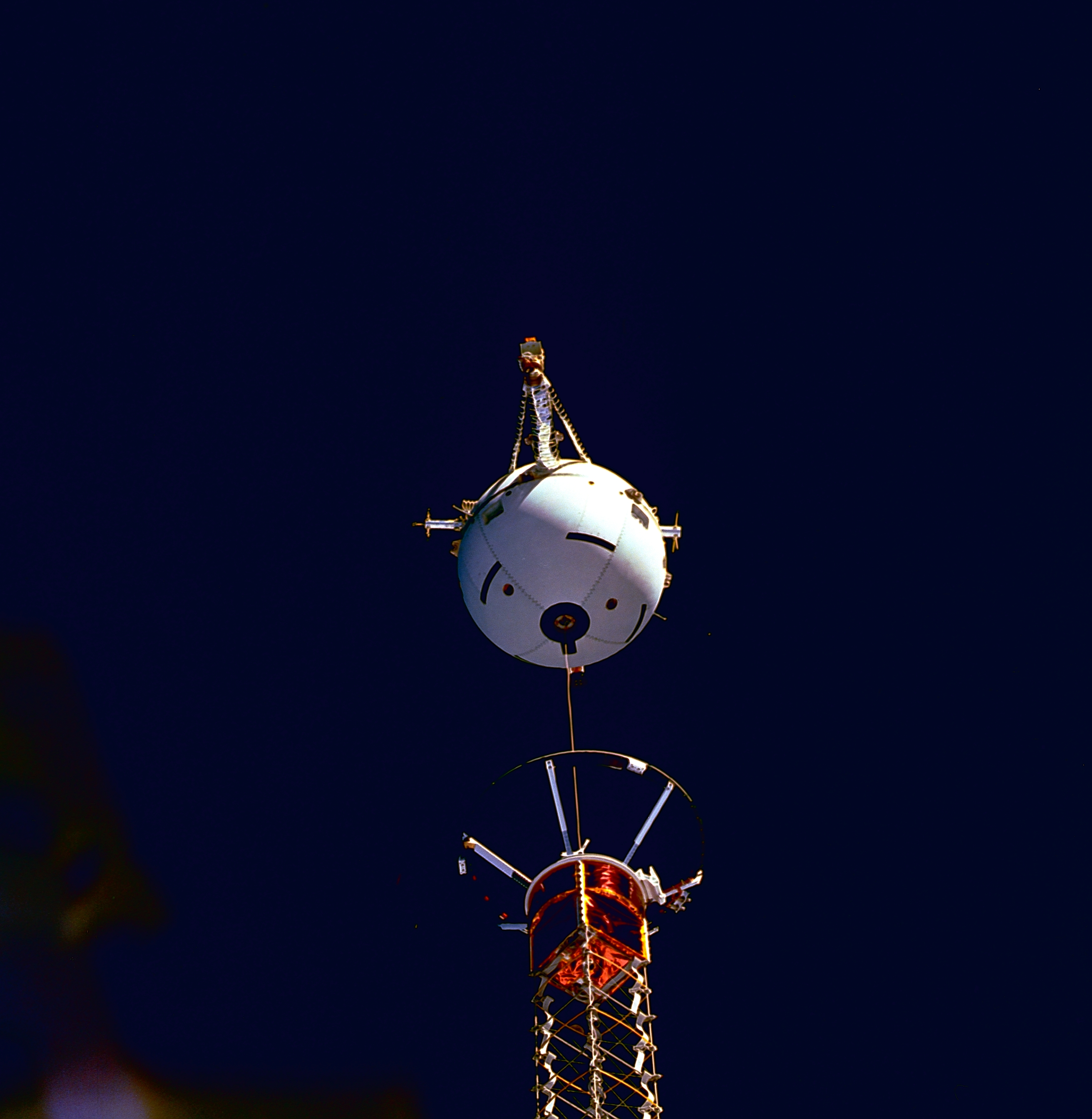
TSS wird ausgesetzt

Im Mittelpunkt der Mission standen der zweite Test des Fesselsatelliten TSS (Tethered Satellite System, Masse etwa 700 kg) zur Entwicklung neuer Energiequellen und neuer Methoden, die obere Erdatmosphäre zu erforschen, sowie Arbeiten zur Gewinnung neuer Materialien und eines besseren Verständnisses für bestimmte physikalische Phänomene. 
Der Fesselsatellit TSS war bereits 1992 bei der Mission STS-46 an Bord gewesen, es hatten seinerzeit aber nicht die gewünschten Ergebnisse erzielt werden können, da sich beim Aussetzen das Haltekabel verklemmt und der Satellit daher statt der geplanten 20 Kilometer lediglich eine Entfernung von 260 Metern vom Space Shuttle erreicht hatte. Von der Besatzung von STS-46 wurde dementsprechend der größere Teil bei STS-75 erneut eingesetzt: Neben dem Kommandanten Andrew Allen (bei STS-46 noch Pilot) waren auch die Missionsspezialisten Jeffrey Hoffman, Franklin Chang-Diaz und Claude Nicollier wieder an Bord. Der italienische Nutzlastspezialist Franco Malerba war von der italienischen Raumfahrtagentur ASI durch sein damaliges Double Umberto Guidoni ersetzt worden.
Mit dem Fesselsatelliten sollte in erster Linie geprüft werden, ob und wie viel elektrische Energie mit diesem neuen Verfahren gewonnen werden kann. Shuttle und Satellit bewegten sich, durch ein 20 Kilometer langes Kabel miteinander verbunden, mit großer Geschwindigkeit durch das Erdmagnetfeld. Dabei wird eine hohe Spannung induziert. Durch das Kabel soll ein elektrischer Strom zum Shuttle fließen, wo dessen Energie genutzt werden kann (Untersuchungskomplexe DCORE/SCORE). Anschließend werden die überschüssigen Ladungen durch sogenannte Elektronenkanonen in die Ionosphäre zurücktransportiert. Mit TSS wurden viele Begleiterscheinungen dieses Vorgangs genauer unter die Lupe genommen. So wurden Stromstärke und Spannung gemessen (Experiment SETS), das Verhalten geladener Partikel in der Umgebung des Satelliten untersucht (ROPE), das elektrische Potenzial um den Satelliten festgestellt und dort entstehende niederfrequente Wellen identifiziert (RETE). Stärke und Fluktuationen des Magnetfeldes waren ebenso Untersuchungsgegenstand (TEMAG) wie die Dichte geladener Partikel (Elektronen und Ionen) um das Shuttle (SPREE) und Schwingungen des Haltekabels bzw. des Satelliten (IMDN/TEID). Dabei wurden auch theoretische Modelle über elektrodynamische Vorgänge in der Ionosphäre überprüft (TMST). Zusätzlich kann man eine so lange Leitung natürlich auch als Antenne für langwellige Strahlung verwenden. Deshalb waren Messgeräte zur Quantifizierung von Radiosignalen aus dem Weltraum und von der Erde Bestandteile von TSS (EMET/OESSE). Schließlich wurde der ganze Vorgang mit einer Spezialkamera aufgenommen (TOS). Bei der Auswertung wurden hierbei vor allem die Wechselwirkungen des Satelliten mit der oberen Atmosphäre und die Schwingungen des Haltekabels berücksichtigt.
Nach dem Start der Columbia wurden zunächst verschiedene Anlagen des Fesselsatellitenexperimentes probeweise in Betrieb genommen. Dabei traten schwerwiegende Computerprobleme auf, die durch das Auswechseln eines Kabels und mehrere Neustarts der beteiligten Systeme aber behoben werden konnten. Einen Tag später als geplant wurde der auf einer Spacelab-Palette montierte 11,3 Meter hohe Haltemast aufgerichtet und der Satellit aus der Ladebucht entlassen. Dabei wurde ein kunststoffummanteltes Kupferkabel abgerollt. Der Satellit besaß einen eigenen Stickstoff-Antrieb, mit dem er vom Shuttle weg manövriert wurde. Geplant war ein Ausrollen auf 20,7 Kilometer für 22 Stunden und danach ein stufenweises Einrollen mit mehreren Zwischenstopps für ausgiebige Plasmamessungen. Das Haltekabel riss allerdings nach etwa 5 Stunden kurz vor dem Erreichen der maximalen Länge. Bis dahin hatten die Messungen eine maximale Spannung von 3500 Volt und eine maximale Stromstärke von 480 Milliampere ergeben. Die zurückgeschickten Elektronen erreichten mit 10 keV die zehnfache Ausgangsenergie, die Beschleunigungswerte an Bord des Satelliten waren geringer als ein Tausendstel der Erdbeschleunigung (0,0009 g). Nach dem Austreten aus den Metallspitzen der Elektronenkanonen dehnte sich die Elektronenwolke in Abhängigkeit vom Potenzial des Orbiters, von der lokalen Ionosphärendichte und der Strahlrichtung zu einem Zylinder aus.
Am 6. Flugtag wurden per Funkbefehl weitere Apparaturen aktiviert, so dass auch Daten über die obere Atmosphäre gesammelt werden konnten. Dazu gehörten Ionen- und Elektronendichtebestimmungen sowie Messungen der elektrischen und magnetischen Feldstärken. Die Messergebnisse wurden solange übermittelt, bis die Batterien des Satelliten erschöpft waren. Trotz des Verlustes brachte TSS eine Vielzahl wertvoller Daten. Dabei zeigte sich, dass die Energiegewinnung durch einen Fesselsatelliten weitaus effektiver war, als theoretische Modelle vorausgesagt hatten.
Danach widmete sich die Columbia-Crew wie geplant den Mikrogravitations- und Verbrennungsexperimenten. So wurden Kristalle aus Blei-Selen-Tellurid in einem speziellen Schmelzofen hergestellt (AADSF). Gleichzeitig wurden die minimalen Beschleunigungen gemessen, die durch die Bremswirkung der Atmosphäre und die Bewegungen der Astronauten hervorgerufen werden (SAMS/OARE). Zweck der Untersuchungen war es, festzustellen, welchen Einfluss diese minimalen Störungen auf ein gerichtetes Kristallwachstum haben. Der Erstarrungsprozess geht dabei sehr langsam vor sich. Die Apparatur besitzt mehrere Zonen, in denen die Temperatur zwischen 340 und 870 °C variiert werden kann. Blei-Selen-Tellurid ist ein Halbleitermaterial, das für die Herstellung von Infrarot-Detektoren und Lasern verwendet wird.
MEPHISTO war die Bezeichnung für eine Apparatur, mit dem interessante Erstarrungsphänomene parallel auf der Erde und in der Schwerelosigkeit studiert wurden. Dabei ging es um den Einfluss gravitationsabhängiger Konvektion und Sedimentation auf die Herstellung von Metallen und Metalllegierungen. Während der STS 75-Mission wurden drei Zinn-Wismut-Kristalle gezogen. Dabei wurde die Form der Erstarrungsfront durch Stromimpulse sichtbar gemacht. Ebenfalls zur Festkörperforschung gehörte das Isothermal Dendrite Growth Experiment (IDGE). Ein Material (SCN = Succinonitrile), das beim Erstarren ein ähnliches Verhalten zeigt wie Metalle, jedoch durchsichtig ist, wurde durch Abkühlung zum Erstarren gebracht. Dabei entstanden baumartige Auswüchse, sogenannte Dendrite. Deren Form lässt Aussagen über den Ablauf der Erstarrung zu, die mit Video- und Filmkameras aufgezeichnet wurden.
Ebenfalls gefilmt wurde das Verhalten kleiner Xenonwolken am kritischen Punkt. Der kritische Punkt ist ein Zustand, an dem die Grenze zwischen flüssig und gasförmig verschwindet. Xenon ist im gasförmigen Zustand durchsichtig und als Flüssigkeit weißlich. Mit Hilfe reflektierten Laserlichtes konnten Größe und Form der flüssigen Teilbereiche genau beobachtet werden. Beim Critical Fluid Light Scattering Experiment, das man nach einem griechischen Philosophen der Antike Zeno nannte, wurden Aussagen zum Verlauf von Zustandsänderungen und zur Veränderung magnetischer Eigenschaften präzisiert.
Im Mitteldeck wurden außerdem drei Experimente zur Untersuchung von Verbrennungsprozessen in der Schwerelosigkeit durchgeführt. Sie befanden sich in einer sogenannten Handschuhbox und waren hermetisch von der Umgebung abgeschlossen. Erforscht wurde die Ausbreitung von Flammen in Abhängigkeit von Luftströmung und Temperatur (FFFT), das Entzünden von aschefreiem Filterpapier durch Wärmestrahlung (RITSI) und die Entstehung von Ruß, seine Verteilung und Bewegung in quasistationären Flammen. Dazu wurden verschiedene Brandherde untersucht, von einer normalen Kerzenflamme über Papier und Isolationsmaterial bis hin zu Teflon und Kapton (CSD). Wie bei nahezu jedem Shuttle-Flug befand sich auch bei dieser Mission eine Anlage zur Herstellung reinster Proteinkristalle für die medizinische Forschung an Bord (CPCG). Mit neun Proben neuer Therapeutika gegen Infektionen, Krebs und Hormonstörungen wurde eine neue Dampf-Diffusions-Apparatur zur Proteinkristallisation eingeweiht.
Erstmals arbeitete die Crew im Dreischichtbetrieb. Außerdem hatte jedes Besatzungsmitglied einen halben Tag frei. Der Flug wurde zunächst für zusätzliche Experimente und später wegen schlechten Wetters am vorgesehenen Landeort jeweils um einen Tag verlängert. Am 9. März landete die Columbia mit einer großen Datenmenge in Cape Canaveral.